# Shel Silverstein
Sheldon Allan "Shel" Silverstein, född 25 september 1930 (enligt vissa källor 1932) i Chicago, Illinois, död 10 maj 1999 i Key West, Florida, var en amerikansk författare, konstnär och musiker som var verksam inom en rad olika genrer. I början av 1950-talet inledde han ett närmare 20 år långt engagemang som tecknare i tidskriften Playboy. Han skrev och illustrerade flera barnböcker och hade även en karriär som rockmusiker och låtskrivare.
Shel Silverstein skrev en mängd låtar som både har spelats in av honom själv och av andra artister. Han hade ett nära samarbete med rockgruppen Dr Hook, och står bland annat bakom deras framgångar Sylvia's Mother och The Cover of Rolling Stone. Han skrev A Boy Named Sue, som spelades in av Johnny Cash, och var även upphovsman till Loretta Lynns Here I Am Again. Shel skrev också "A front row seat to hear ol' Johnny sing. 
Bland hans egna skivor kan nämnas Freakin' at the Freaker's Ball (1969).
År 1991 nominerades han både till en Oscar och till en Emmy för låten I'm Checkin' Out från filmen Vykort från drömfabriken (Postcards from the Edge) och medverkade dessutom som skådespelare i flera filmer.